# Patricia Labra
Patricia Francisca Labra Besserer (Concepción, 25 de abril de 1986) es una abogada y política chilena, convencional constituyente en representación del distrito 18 (provincias de Linares y Cauquenes, región del Maule).

## Estudios
Nacida en 1986 en la ciudad de Concepción, por motivos laborales de su padre, el médico Guillermo Labra, se radicaron en la comuna de Parral a partir de 1987. Ahí cursó sus estudios primarios y secundarios en los colegios Concepción y San José de Parral. Posteriormente, estudió en la Facultad de Derecho de la Universidad Católica de la Santísima Concepción, titulándose de abogada en 2012. En 2017 alcanzó el grado de magíster en Derecho de la Empresa en la Universidad del Desarrollo, Concepción.

## Carrera profesional
Dentro de sus principales trabajos, además del ejercicio libre de su profesión, destacan su rol como procuradora en la Fundación de Asistencia Legal Médica (Falmed) del Colegio Médico de Chile (2010-2011); abogada de la Unidad de Regularización en la Seremi de Bienes Nacionales del Bío Bío (2012-2013); asesora jurídica en la Municipalidad de Retiro, región del Maule (2016-2018); y coordinadora regional del Servicio Nacional del Adulto Mayor en el Maule (2018-2021). Además, impartió la cátedra de Derecho Comercial II en la Facultad de Derecho de la Universidad del Desarrollo en Concepción (2013-2018).  

## Trayectoria política
En 2016 fue candidata a concejal por la comuna de Parral por el Pacto Chile Vamos RN e Independientes, donde no fue elegida. En 2021 fue candidata a convencional constituyente por el distrito 18 (provincias de Linares y Cauquenes), resultando electa como primera mayoría al alcanzar 11 890 votos (10,68% del total). Proviene de una familia relacionada con la política, su padre Guillermo Labra fue consejero regional por la provincia de Linares en el período 2014-2017 y su hermana, Paula Labra, actualmente es diputada representando también al Distrito 18 (2022-2025).